# Movimiento de Liberación Nacional (México)
El Movimiento de Liberación Nacional(MLN) fue un partido político de izquierda mexicano integrado por numerosos grupos activistas socialistas, marxistas y campesinos. El MLN fue fundado el 4 de agosto de 1961 y 1964.

## Fundación
Las raíces del MLN están en el Comité Promotor de la Paz (CIP), fundado en julio de 1959 por Lázaro Cárdenas. De la CIP surgió el Comité Provisional para la Soberanía Nacional y la Emancipación Económica (CLSNEEP), cuyo objetivo era organizar un capítulo local dentro de cada estado de México. El 5 de agosto de 1961, el comité anunció la formación del formación del Movimiento de Liberación Nacional. El MLN planteó como prioridades, el cambio de régimen, liberación de presos políticos, solidaridad con Cuba, autonomía municipal para sindicatos y organizaciones campesinas, presencia opositora en el Congreso, debilitamiento del presidencialismo y el socavado control corporativista. Las organizaciones fundadores del MLN estaban compuestas por partidos marxistas de izquierda, la Confederación Nacional Campesina (CNC), la Confederación de Trabajadores de México (CTM), miembros del Partido Revolucionario Institucional oficial (PRI), y el Partido Popular Socialista (PPS).

## Disolución
El Partido Popular Socialista se retiró en diciembre de 1962 después de que se esparcieran rumores de que el MLN planeaba organizar un nuevo movimiento campesino fuera del PRI, impulsando una reforma agraria. En enero de 1963, Lázaro Cárdenas anunció la formación de tal partido, la Central Campesina Independiente (CCI) para atacar la corrupción del PRI y la traición a las luchas campesinas. Tras la negativa del MLN a declararse partido oficial para las elecciones, se creía que el grupo comenzaba un rápido declive. El tema de la solidaridad con la Revolución cubana se convirtió en un punto polémico en el gobierno del entonces presidente Adolfo López Mateos.  Además el tema de los presos políticos, la liberación de Valentín Campa y Demetrio Vallejo, llevó a denunciar que el MLN, afirmando que había sucumbido a la infiltración comunista. En 1968, los líderes del MLN fueron encarcelados durante el movimiento estudiantil-popular, lo que significó la muerte oficial del partido.

## Miembros Notables
Algunos miembros notables del Movimiento de Liberación Nacional:
- Carlos Salinas de Gortari - Expresidente de México de 1988-1994.[2]
- Gilberto Rincón Gallardo - Excandidato presidencial, político y activista.[2]
- Arnoldo Martínez Verdugo - Político y exlíder del Partido Comunista Mexicano y del Partido Socialista Unido de México.[2]
- Genaro Vázquez Rojas - Exlíder asociativo cívico, militante y guerrillero.[1]